# Санта Барбара (окръг)
Вижте пояснителната страница за други значения на Санта Барбара.
Санта Барбара (на испански: Santa Barbara) е окръг в Калифорния. Окръжният му център е град Санта Барбара.

## Население
Окръг Санта Барбара е с население от 399 347 души. (2000)

## География
Окръг Санта Барбара е с обща площ от 9814 км² (3789 мили²).

## Градове
- Голита
- Карпинтерия
- Санта Барбара
- Санта Мария

## Други населени места
- Ванденбърг Вилидж
- Мишън Кениън
- Мишън Хилс
- Монтесито
- Лос Аламос
- Лос Оливос
- Оркът
- Съмърленд
- Торо Кениън
- Хоуп Ранч